# Agelastes niger
Agelastes niger là một loài chim trong họ Numididae.